# Ernst Philipp (Mediziner)

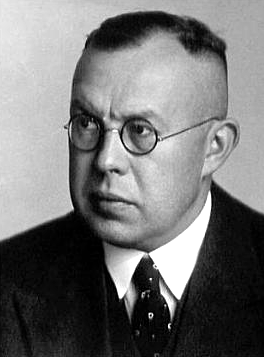
Ernst Philipp

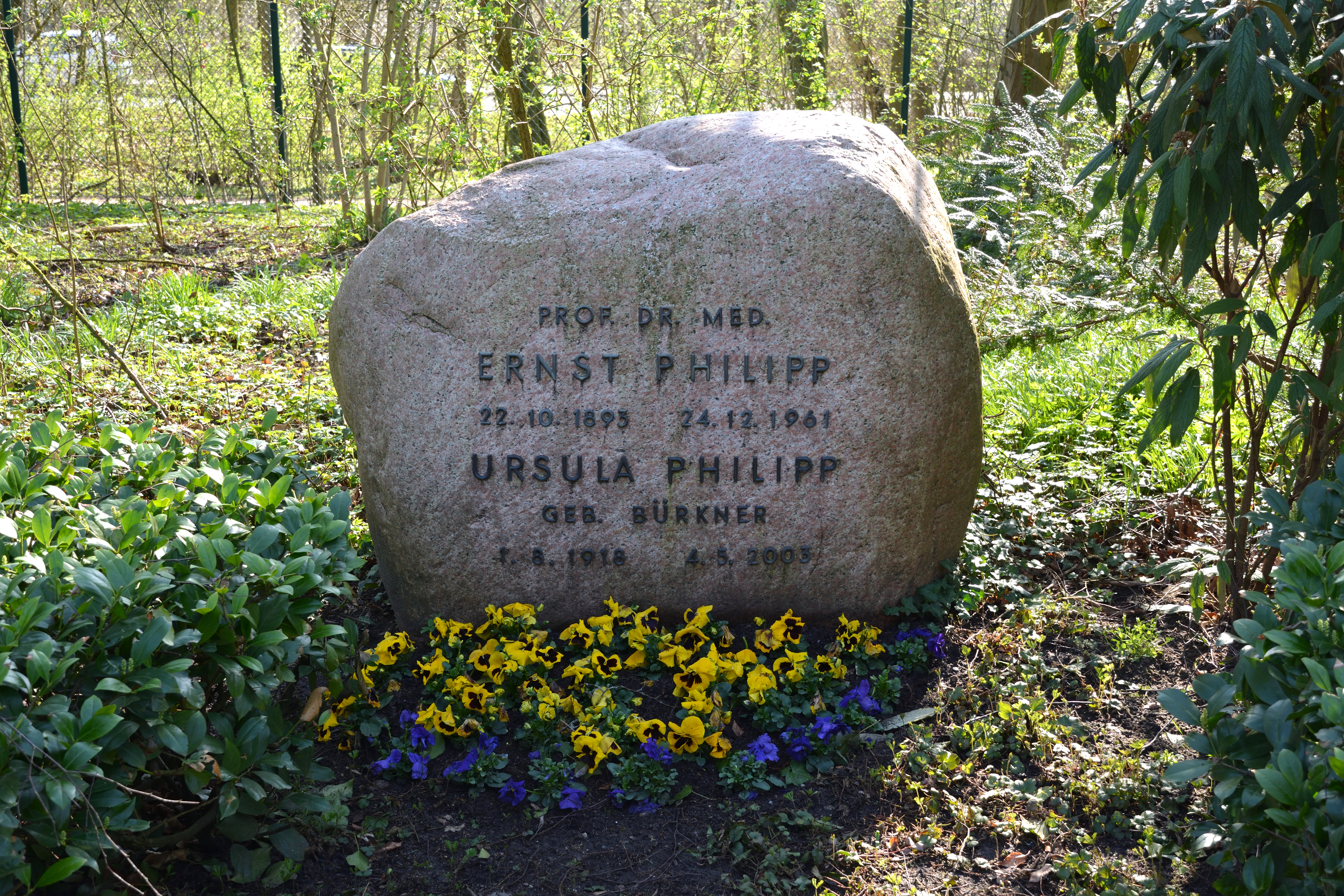
Grab auf dem Nordfriedhof Kiel

Ernst Philipp (* 22. Oktober 1893 in Münsterberg (Schlesien); † 24. Dezember 1961 in Kiel) war ein deutscher Gynäkologe und Geburtshelfer.

## Leben und Wirken
Ernst Philipp studierte von 1912 bis 1920 Medizin an der Friedrich-Wilhelms-Universität in Berlin. Durch Wehrdienst im Ersten Weltkrieg musste er zwischenzeitlich das Studium unterbrechen. Nach dem Studium ließ er sich zunächst als Praktischer Arzt in Wanzleben bei Magdeburg nieder. In seiner praktischen Tätigkeit stieß er wiederholt auf Lücken in seiner geburtshilflichen Arbeit. Daher entschloss er sich 1921 zu einer Hospitation an der l. Frauenklinik in Berlin bei Ernst Bumm. Hier blieb er jedoch über die Hospitation hinaus und wurde Assistent. Unter Bumms Nachfolger Walter Stoeckel habilitierte er sich 1928. Danach folgte bis 1929 ein zwölfmonatiger Studienaufenthalt an der Johns Hopkins University in den USA bei John Whitridge Williams. 1932 wurde Philipp in Berlin zum Oberarzt und 1933 zum außerordentlichen Professor ernannt.
Zum 1. Mai 1933 trat er der NSDAP bei (Mitgliedsnummer 2.596.034) und schloss sich im selben Jahr der SA an. 1937 war er zeitweise Leiter der Dozentenschaft und Dozentenbundführer der Universität Greifswald. Beim Bevollmächtigten für das Gesundheitswesen Karl Brandt war Philipp ab 1944 noch Angehöriger des wissenschaftlichen Beirates.
Im Jahre 1934 folgte er dem Ruf auf den Lehrstuhl der Universität Greifswald als Nachfolger von Hans Runge. Hier baute er ein Hormonlabor auf und gab damit der Klinik ein neues Profil. Er wies die Progesteronbildung in der Plazenta nach und forschte an Endometriose. Von Greifswald wechselte er 1937 als Nachfolger von Robert Schröder an die Christian-Albrechts-Universität zu Kiel. Hier war Philipp mit seinem Oberarzt und späteren Nachfolger  Herbert Huber für den Wiederaufbau der im Zweiten Weltkrieg zerstörten Klinik verantwortlich. Wissenschaftlich führte er insbesondere seine Endometrioseforschung fort.
Am 23. April 1953 wurde Ernst Philipp zum Mitglied der Deutschen Akademie der Naturforscher Leopoldina gewählt. Im gleichen Jahr wurde er zum Vorsitzenden der Nordwestdeutschen Gesellschaft für Gynäkologie und Geburtshilfe gewählt. Von 1960 bis zu seinem Tode 1961 im Alter von 68 Jahren war Philipp Präsident der Deutschen Gesellschaft für Gynäkologie. Der von ihm vorbereitete Kongress fand 1962 in Hamburg unter der nochmaligen Leitung von Gustav Döderlein statt.
Zu seinen bekanntesten Schülern gehörten Herbert Huber, Günther Schäfer und Karl Heinrich Wulf.

## Schriften (Auswahl)
- Untersuchungen über Elektrokardiogramm und Phonokardiogramm bei der Irregularitas perpetua unter besonderer Berücksichtigung von Leistungszeit und Erregungszeit. Dissertation. Friedrich-Wilhelms-Universität in Berlin 1920.
- Experimentelle Studien zur Frage der kongenitalen Trypanosomen- und Spirochäteninfektïon. Habilitationsschrift. Friedrich-Wilhelms-Universität in Berlin 1928, doi:10.1007/BF01745027.
- mit Günther Schäfer: Metastasen und Rezidive im Knochen beim Genitalcarcinom der Frau und ihre Darstellung im Röntgenbild. Springer, Berlin 1933, DNB 362304025
- mit Georg Hörmann: Die Kieler Universitäts-Frauenklinik und Hebammen-Lehranstalt. Thieme, Stuttgart 1955, DNB 453766617.